# 辨官
辨官（日语：／ Benkan）是日本律令制度下，朝廷最高機關太政官中的職務，所謂的弁，就是判，即判斷、判定的意思。辨官唐名為「尚書」又稱“六座”（大中少弁正員共六人），分為：左大辨、左中辨、左少辨、右大辨、右中辨、右少辨，官位为四等官中的判官相等。辨官与其下属组成辨官局，分为左辨官局与右辨官局，左辨官局处理中務省、式部省、治部省、民部省事务，右辨官局处理兵部省、刑部省、大藏省、宮內省事务。

## 職掌
辨官主要職責是監督各省，包括处理政府內部各個部門之間糾紛的裁決、文書處理、对公務缺失进行责任判定、各部門的夜間值班和各國（令制國）的官員在中央的朝見集會安排。由于辨官实际掌控、监督各省，其地位高于少納言，若同級的辨官有缺席時，可以代為處理政務，如左大弁不在時右大弁即可代為處理左弁官局中左大弁所負責之勤務。在《養老令》中关于辨官规范如下：
『大弁』（從四位上）
- 《養老令·職員令》：「左大弁一人。【掌。管中務、式部、治部、民部受付庶事糾判官內署文案勾稽失知諸司宿直。諸國朝集若右弁官不在。則併行之。】右大弁一人。【掌。管兵部、刑部、大藏、宮內，余同左大弁】。」

定員為左右各1人，稱為「左大弁」、「右大弁」，是相當重要的職位，各個部門之間的糾紛皆由大弁來進行裁決、接受上级委託處理的政務，並為之擬定各項文書、对公務缺失进行责任判定、管理及監督各部門的夜間值班和各國的官員在中央的朝見集會。由於大弁負責整個太政官內的所有文書處理，因此若沒有良好文學素養就無法擔任此職位，因此時常以「參議」兼任這個職位。唐名稱之為「大丞」。
『中弁』（正五位上）
- 《養老令·職員令》：「左中弁一人。【掌同左大弁】右中弁一人。【掌同右大弁】。」

定員為左右各1人，稱為「左中弁」、「右中弁」，同樣是判官，只是品級地位比較低，因此其職責與大弁相似。負責諸如敕詔起草等各項文書工作，因此要擔任該職，多是儒學者或是大學寮出身的文章生，其唐名稱之為「中丞」、「司郎中」。
『少弁』（正五位下）
- 《養老令·職員令》：「左少弁一人。【掌同左中弁】右少弁一人。【掌同右中弁】。」

定員為左右各1人，稱為「左少弁」、「右少弁」，同樣是判官，只是品級地位比較低，因此其職責與大弁、中弁相似。負責諸如敕詔起草等各項文書工作，因此要擔任該職，多是儒家學者或是大學寮出身的文章生，其唐名稱之為「司郎少丞」。

## 定員
最初辨官设置六员，之后增设2名权官--权左中弁、权右中弁，达到八员，合称“八弁”，但后来实务上权官只设置1人，故又稱“七弁”，在平安時代中期大多任命权左中弁，院政时期大多任命权右中弁。

## 任用与升迁
因為辨官的職位需要精通實際事務，所以在被任命為少弁之後，就按照順序升遷，大多数一路晋升至大弁，有一部分少弁升迁后不再担任辨官，或没有担任少弁直接成为中弁，但没有担任中弁而直接晋升大弁是很罕见的。左大弁、右大弁通常由參議兼任，反过来担任大弁也是晋升参議的资格，一些长期担任中弁的官员会被破格提拔为参議。
另外，非参議的大弁、中弁经常兼任藏人頭，少弁、中弁经常兼任五位藏人，同时兼任五位藏人、檢非違使佐、少弁 (或中弁)的官员被称为“三事兼带”，这对中层实务官吏来说是极高的荣誉。在平安時代前期辨官也会兼任近衛府官员。到了在朝廷勢力衰退的室町時代到戰國時代，惯例上由辨官兼任藏人，待升迁至大弁兼任参議时辞去藏人；此时期辨官被家格为名家、羽林家的公家占有。